# Peter Unterkircher

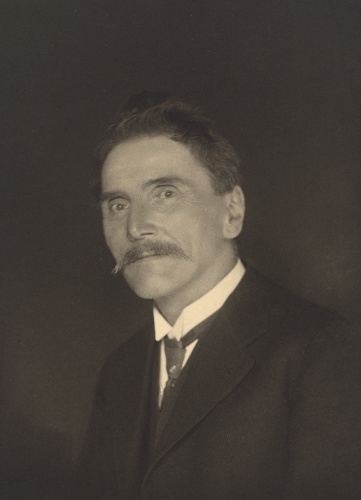
Peter Unterkircher

Peter Unterkircher (* 6. Februar 1858 in Nikolsdorf, Tirol; † 23. April 1928 in Innsbruck) war ein österreichischer Politiker der Christlichsozialen Partei (CSP).

## Ausbildung und Beruf
Nach dem Besuch der Volksschule besuchte er ein Realgymnasium. Später wurde er Kammerbeamter.

## Politische Funktionen
- 1907–1918: Abgeordneter des Abgeordnetenhauses im Reichsrat (XI. und XII. Legislaturperiode), Wahlbezirk Tirol 11, Christlichsoziale Vereinigung
- 1908–1914: Abgeordneter zum Tiroler Landtag (Gefürstete Grafschaft, X. Wahlperiode)
- 1918–1919: Mitglied zur provisorischen Tiroler Landesversammlung
- Sekretär des Tiroler Bauernbundes in Innsbruck

## Politische Mandate
- 21. Oktober 1918 bis 16. Februar 1919: Mitglied der Provisorischen Nationalversammlung, CSP
- 4. März 1919 bis 9. November 1920: Mitglied der Konstituierenden Nationalversammlung, CSP
- 10. November 1920 bis 20. November 1923: Mitglied des Nationalrates (I. Gesetzgebungsperiode), CSP